# 坂本男足
坂本 男足（さかもと の おたり、生没年不詳）は、奈良時代の貴族。姓は朝臣。官位は従五位下・隠岐守。

## 経歴
淳仁朝初頭に播磨大目を務める。
天平宝字8年（764年）正月に従五位下に叙爵。同年に発生した藤原仲麻呂の乱終結後の10月に、乱によって隠岐国への流罪となった船王の監視を兼ねて、下道黒麻呂の後任として隠岐守に任じられた。

## 官歴
注記のないものは『続日本紀』による。
- 天平宝字2年（758年） 8月：見播磨大目[2]
- 時期不詳：正六位上
- 天平宝字8年（764年） 正月7日：従五位下。10月9日：隠岐守